# Ле-Вольмье
Ле-Вольмье́ (фр. и окс. Le Vaulmier) — коммуна во Франции, находится в регионе Овернь. Департамент — Канталь. Входит в состав кантона Салер. Округ коммуны — Морьяк.
Код INSEE коммуны — 15249.
Коммуна расположена приблизительно в 410 км к югу от Парижа, в 80 км юго-западнее Клермон-Феррана, в 31 км к северу от Орийака.

## Население
Население коммуны на 2008 год составляло 80 человек.
| 1962 | 1968 | 1975 | 1982 | 1990 | 1999 | 2008 |
| ---- | ---- | ---- | ---- | ---- | ---- | ---- |
| 126  | 209  | 158  | 148  | 114  | 87   | 80   |

## Администрация
| Период | Период | Фамилия         | Партия | Примечания |
| ------ | ------ | --------------- | ------ | ---------- |
| 2001   | 2008   | Филип Шарпантье |        |            |
| 2008   |        | Мишель Леблан   |        |            |

## Экономика
В 2007 году среди 48 человек в трудоспособном возрасте (15—64 лет) 28 были экономически активными, 20 — неактивными (показатель активности — 58,3 %, в 1999 году было 67,4 %). Из 28 активных работали 27 человек (18 мужчин и 9 женщин), безработной была 1 женщина. Среди 20 неактивных 5 человек были учениками или студентами, 7 — пенсионерами, 8 были неактивными по другим причинам.

## Фотогалерея
- Карта коммуны